# خان خانات
خان خانات (بالفارسية: کاروانسرای خانات) هو خان تاريخي يعود إلى عصر القاجاريون، ويقع في طهران.